# Llançà
Llançà (spanisch: Llansá) ist ein Ferienort an der Costa Brava in der Provinz Girona in der Region Katalonien in Spanien.
Llançà liegt etwa 14 Kilometer südlich der französischen Grenze bei Portbou. Fischfang hat in dem kleinen Ort Tradition. Einige Einheimische leben heute noch davon. Der Ort wird in den Sommermonaten zunehmend vom Tourismus dominiert.
Der etwa 350 Meter lange Hauptstrand ist dunkelsandig und zum Teil mit Kies durchsetzt. Daneben liegen der kleine Fischerhafen sowie ein Sporthafen. Der zerklüftete Küstenstreifen weist viele kleine und ruhige Buchten mit Strandzonen auf. Die steile und felsige Küste von Llansá ist ein beliebtes Taucherrevier.
Besonderheit des Ortes sind die Mineralien. Etwa zwei Kilometer in Richtung Figueres gibt es einen Steinbruch. Dort finden sich reiner weißer Feldspat (Orthoklas) in Pegmatiten, Plagioklas, Quarz und Almandinkristalle auf Orthoklas. Das Gestein ist ordovizischer Schiefer.

## Kultur und Sehenswürdigkeiten
In der Nähe des Ortes befindet sich die kleine romanische Kirche Sant Silvestre de Valleta.
Im Ort gibt es ein Aquarellmuseum, das 1989 von Josep Martínez Lozano gestiftet wurde.

## Galerie

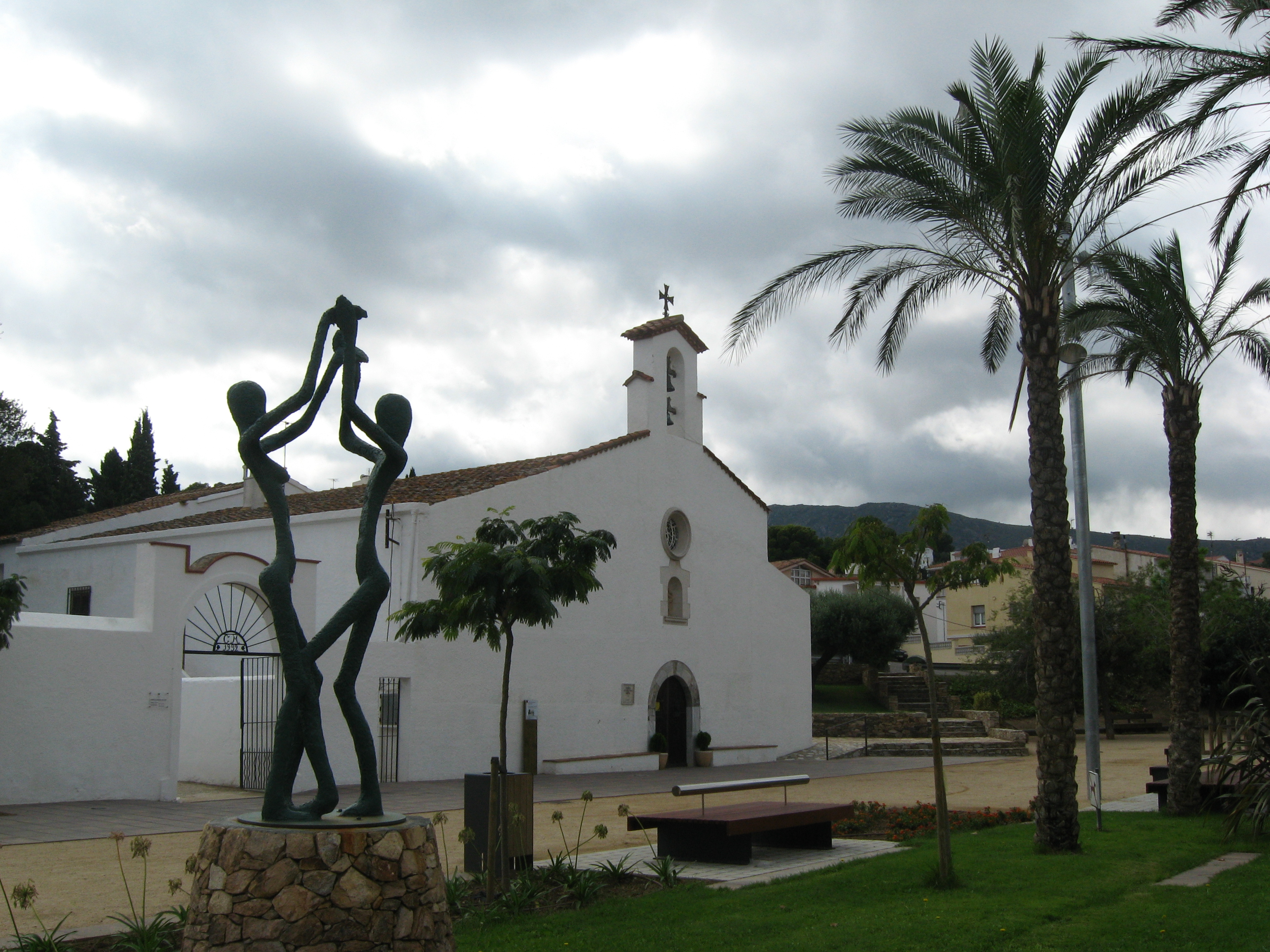
Friedhofskapelle
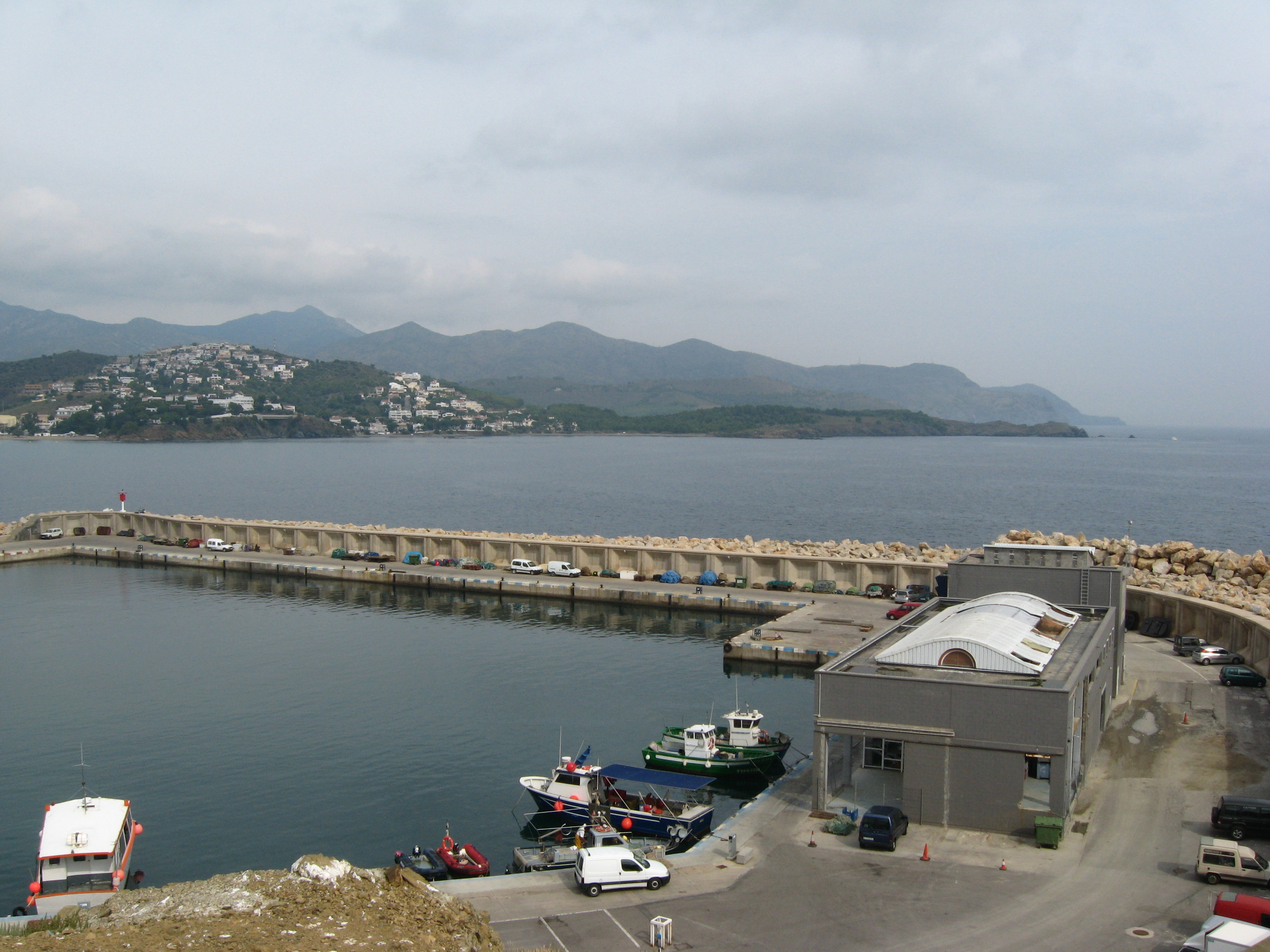
Fischerhafen

## Städtepartnerschaft
- Pont-du-Casse (Frankreich)

## Söhne und Töchter der Gemeinde
- Isaac Viñales (* 1993), Motorradrennfahrer